# Euphorbia barrelieri
Euphorbia barrelieri là một loài thực vật có hoa trong họ Đại kích. Loài này được Savi mô tả khoa học đầu tiên năm 1808.